# Орлова, Валерия Фёдоровна
Валерия Фёдоровна Орлова (18 января 1926, д. Спасск — 18 марта 2021, Москва) — советский и российский учёный-правовед, специалист по судебному почерковедению. Доктор юридических наук (1974), профессор (1983), главный эксперт Российского федерального центра судебной экспертизы (РФЦСЭ) при Министерстве юстиции Российской Федерации. Заслуженный деятель науки Российской Федерации (1998), заслуженный юрист РСФСР (1976). Участник Великой Отечественной войны.

## Биография
Родилась в деревне Спасск Шацкого района Рязанской области.
В 1947 году окончила Московский юридический институт, после чего поступила в аспирантуру того же института, которую окончила в 1950 году. В 1950—1952 годах работала преподавателем на кафедре криминалистики Саратовского юридического института имени Д. И. Курского. С 1952 года работала в системе экспертных учреждений Министерства юстиции СССР. Являлась заместителем директора по научной работе Всесоюзного научно-исследовательского института судебных экспертиз (ВНИИСЭ). Член ученого совета РФЦСЭ.
В 1974 году во Всесоюзном институте по изучению причин и разработке мер предупреждения преступности защитила докторскую диссертацию «Теория судебно-почерковедческой идентификации в советской криминалистике».

## Научная деятельность
В сферу научных интересов В. Ф. Орловой входило изучение почерка, теория и практика почерковедческих экспертиз, правовое регулирование экспертной деятельности.
В. Ф. Орлова автор более чем 150 научных работ, среди которых несколько монографий и учебных пособий по теории и практике судебной экспертизы. Публиковалась в таких ведущих научных журналах, как «Российская юстиция», «Судебная экспертиза», «Экспертная техника» и других. Член редакционного совета журнала «Судебная экспертиза».
Автор более 30 статей в «Энциклопедическом словаре теории судебной экспертизы».

## Награды
- Орден Отечественной войны II степени (22.04.1992)[4]
- Медаль «За победу над Германией в Великой Отечественной войне 1941—1945 гг.»
- Заслуженный юрист РСФСР (1976)
- Заслуженный деятель науки Российской Федерации (04.07.1998)[5]

## Основные публикации

### Диссертации
- Орлова В. Ф. Основы идентификации личности по почерку в советской криминалистике: дис. … канд. юрид. наук. — М., 1953.
- Орлова В. Ф. Теория судебно-почерковедческой идентификации в советской криминалистике: дис. … д-ра. юрид. наук. — М., 1972. — 438 с.

### Монографии, учебники
- Орлова В. Ф. Вопросы идентификации личности по почерку в советской криминалистике / Под ред. Б. И. Шевченко. — М.: Издательство МГУ им. М. В. Ломоносова, 1956. — 59 с.
- Орлова В. Ф. Исследование частных признаков почерка: Учебно-методическое пособие. — М., 1960. — 20 с.
- Орлова В. Ф. Теория и практика криминалистической экспертизы. — М., 1961.
- Орлова В. Ф. О некоторых возможностях вероятностной оценки различий частных признаков при проведении судебно-почерковедческих экспертиз: (Методическое пособие). — М., 1970. — 18 с.
- Орлова В. Ф. Судебно-почерковедческая экспертиза. — М., 1971.
- Орлова В. Ф. Теория судебно-почерковедческой идентификации. — М., 1973. — 334 с.
- Коллектив авторов. Конспекты лекций по судебно-почерковедческой экспертизе для руководителей структурных подразделений экспертных учреждений системы Министерства юстиции СССР. — М., 1979. — 90 с.
- Коллектив авторов. Криминалистика социалистических стран. — М.: Юридическая литература, 1986. — 509 с.
- Орлова В. Ф., Смирнов А. В. Исследование подписей, выполненных в необычных условиях: (Метод. пособие для экспертов). — М., 2002. — 215 с.
- Коллектив авторов. Судебно-почерковедческая экспертиза. Общая часть: теоретические и методические основы / Под ред. В. Ф. Орловой. — М.: Наука, 2006. — 543 с. — ISBN 5-02-035540-2.
- Орлова В. Ф. Судебно-почерковедческая диагностика. — М., 2006. — 206 с. — (Библиотека судебного эксперта). — ISBN 5-02-035541-0.
- Коллектив авторов. Теоретические (естественнонаучные) основы судебного почерковедения. — 2-е изд.. — М.: Наука, 2006. — 442 с. — ISBN 5-02-035816-9.
- Орлова В. Ф. Теория судебно-почерковедческой идентификации. — 2-е изд., перераб. и доп.. — М.: ЭКОМ Паблишерс, 2011. — 428 с. — ISBN 978-5-91133-083-5.
- Коллектив авторов. Энциклопедический словарь теории судебной экспертизы / Под ред. С. А. Смирновой. — М., 2012. — 456 с. — ISBN 978-5-91133-092-7.

### Статьи
- Манцветова А. И., Орлова В. Ф., Трубникова В. А. Исследование координации движений при письме в условиях космического полёта // Экспертная техника. — 1967. — № 21. — С. 55—68.
- Кринский В. И., Орлова В. Ф. Возможности использования теории вероятностей для оценки различий частных признаков почерка // Экспертная техника. — 1969. — № 27. — С. 3—27.
- Орлова В. Ф. Законодательная регламентация судебной экспертизы: состояние и пути совершенствования // Судебная экспертиза : научный журнал. — 2004. — № 1. — С. 12—14.
- Жакова Т. М., Орлова В. Ф., Смирнов А. В. Методика судебно-почерковедческой экспертизы сходных подписей (количественная) // Теория и практика судебной эксертизы : научный журнал. — 2006. — № 1. — С. 140—156.
- Володина Н., Орлова В. Графология и судебное почерковедение // Российская юстиция : научный журнал. — 2000. — № 12. — С. 44—45.